# DJ Mad Dog
Pour les articles homonymes, voir Calcagni et Mad Dog.
DJ Mad Dog, de son vrai nom Filippo Calcagni, né le 2 novembre 1980 à Rome, est un producteur et disc jockey italien de mainstream hardcore. Il est initialement en contrat avec le label de musique Traxtorm Records, avant de lancer son propre label en 2016, Dogfight Records.

## Biographie

### Débuts (1995–1999)
Filipo est né le 2 novembre 1980 à Rome. Il commence sa carrière à l'âge de 16 ans en 1995. Avec deux de ses amis, il fonde le groupe nommé Hardcore Terrorists,, qui ne sortira qu'un seul EP intitulé Try To Make It Harder, le 26 janvier 1999. Cependant, il devient l'un des artistes à populariser lentement le hardcore en Italie en organisant des raves géantes dans la capitale italienne via le Rome Hardcore Movement. Il effectue sa première performance à 17 ans au Qube Club de Rome.
En 1998, la plus grande rave hardcore de Rome à cette période a lieu, rassemblant environ 3 500 personnes. Grâce à ces shows géants, Filippo et ses amis commencent à gagner en notoriété, ce qui leur permet de décrocher un show radio qu'il anime avec son MC.

### Carrière solo (2000–2009)
Durant l'été 2000, il décide de quitter le groupe pour se lancer dans une carrière solo, et crée le projet DJ Mad Dog. Il signe rapidement avec le label italien Traxtorm Records (créé par le désormais célèbre duo The Stunned Guys). Depuis, il est devenu l'un des piliers de la scène hardcore mondiale, se produisant dans des grandes villes telles que Caracas, Rotterdam, Rome, Bochum, Barcelone, Zurich, Vienne, Valence, Eindhoven et Moscou.
Lors d'une entrevue avec Ape magazine, Filippo explique que « tout a commencé en 1993, la scène hardcore était plutôt petite à cette époque. C'était parfait, des DJs comme Noize Suppressor et Tommyknocker ont débuté en même temps. En 2000, j'ai joué pour la première fois en Hollande, c'était à l'époque où j'avais diffusé mon tout premier E.P. J'avais 16 ans, pour moi c'était comme un jeu. » Il fait également partie du groupement Traxtorm Gangstaz Allied, avec Nico e Tetta, Tommyknocker, The Stunned Guys et Art of Fighters, auteurs de l'hymne Disposal of Outer Power. Il joue également aux côtés de nombreux autres artistes de la scène gabber comme The DJ Producer.
En 2006, Filippo s'implique au festival A Nightmare in Rotterdam et compose sa propre version du titre Enter the Time Machine. Le CD/DVD du festival est bien accueilli par toetje du site néerlandais Partyflock partageant la même note : 90/100. En 2008, il participe au Project Hardcore.nl 2008.

### Montée en popularité (2010–2015)
En 2010, il publie son EP intitulé The Flow qu'il diffusera dans quelques soirées telles que Syndicate 2010. Le 20 mars 2011 marque le premier album de Filippo intitulé A Night of Madness retraçant dix ans de carrière au sein de la scène gabber,. Il accompagne cette sortie d'une tournée mondiale. À cette occasion également, un vidéoclip du même nom est diffusé sur la chaîne YouTube officielle du label Traxtorm Records le 23 mars 2011. L'album a également été bien accueilli par l'ensemble des artistes de Traxtorm. Le 10 octobre 2011 marque la sortie de l'anthem officiel de Project Hardcore, intitulé Dedicated to Your Project, écrit par Filippo et chanté par MC Jeff.
En septembre 2012, un concours est organisé par Traxtorm Records pour le remix du titre A Night of Madness. Filippo expose publiquement et gratuitement par le biais de son compte SoundCloud des samples et midis qui aideront les producteurs amateurs à composer leur remix. Les deux vainqueurs choisis par Filippo sont parus dans le nouvel EP intitulé Agony, mis en vente le 5 février 2013. Toujours en 2012, Mad Dog participe à l'événement Thrilogy 2012 en compagnie de Zatox et Crypsis,,. Il participe à la soirée Q-Base 2013 en novembre 2013 aux côtés des autres artistes Acti, Ran-D, Hellfish, et Verdict. Le 16 novembre 2013, Filipo sort son deuxième album Rudeness: Hardcore Beyond the Rules.

### Dogfight Records (depuis 2016)
Au début de juillet 2016, DJ Mad Dog lance un nouveau label hardcore nommé Dogfight Records, avec comme autres artistes Unexist, Tears of Fury et AniMe,. Concernant son label, il explique : « notre but, c'est de créer quelque chose qui fait de notre équipe Dogfight une chose unique pour laquelle les gens peuvent être fiers. »
Au début de 2017, Mad Dog publie son troisième album studio, Till I Die, qui comprend 30 morceaux. La même année, il participe à plusieurs soirées et festivals comme Born to Rave (France), et Dominator (Pays-Bas). Toujours en 2017, il compose l'hymne officiel du festival Dominator, Maze of Martyr pour lequel un clip est dédié. En décembre 2017, il atteint aussi la 99e place du MOH Top 100 annuel avec le morceau XTC.
Pour 2018, il participe au festival Festiwal Beats 4 Love, en Pologne, avec AniMe, et l'Electric Daisy Carnival à Las Vegas. En 2019, Mad Dog sort un nouveau titre. Appelé Reset, ce dernier est un hommage à la scène early hardcore des années 1990, et obtiendra la seconde place lors du Top 100 annuel du label Masters of Hardcore, juste derrière Angerfist et Tha Playah.
Pour 2020, Mad Dog annonce, à plusieurs reprises sur ses réseaux sociaux, travailler sur un nouvel album qui sortira en cours d'année[réf. nécessaire]. Cette même année, il compose l'anthem 2020 de Masters of Hardcore, intitulé Magnum Opus. Il compose les anthems 2022 et 2023 de Masters of Hardcore intitulés respectivement Immortal (avec Evil Activities) et The Roots (Official Harmony of Hardcore 2023 Anthem).

## Discographie

### Albums studio
- 2011 : A Night of Madness (Traxtorm Records)
- 2013 : Rudeness : Hardcore Beyond the Rules (Traxtorm Records)
- 2017 : Till I Die (Dogfight Records)

### EP et splits
- 2001 : The Memory Disappears (Traxtorm Records)
- 2001 : Dog For Life (Impulse Records)
- 2002 : Clockwork (avec Tommyknocker ; Traxtorm Records Sinful Edition)
- 2002 : History (vs. Impulse Factory ; Impulse Records)
- 2003 : Boom and Shake Up (Traxtorm Records)
- 2004 : I Love Hardcore (Traxtorm Records)
- 2005 : Our Thing E.P. Part 2 (split avec The Stunned Guys et Tommyknocker ; Traxtorm Records)
- 2005 : Tales of Jelaousy (split avec DJ Delirium ; Traxtorm Records)
- 2006 : Dangerous (Traxtorm Records)
- 2006 : Disorder (Traxtorm Records)
- 2006 : Enter the Time Machine (collaboration avec Tha Playah ; Rotterdam Records Special)
- 2007 : Fire (collaboration avec Noize Suppressor ; Traxtorm Records)
- 2008 : Let's Get It On (en collaboration avec Art of Fighters ; Traxtorm Records)
- 2008 : Nasty (Traxtorm Records)
- 2008 : Payback Time (The Official Thunderdome Anthem) (collaboration avec MC Justice, hymne de Thunderdome 2008)
- 2010 : Here Comes the Madness (Traxtorm Records)
- 2011 : Hardcore Machine (collaboration avec AniMe ; Traxtorm Records)
- 2011 : Game Over (collaboration avec Amnesys ; Traxtorm Records)
- 2011 : Nothing Else Matters (collaboration avec The Stunned Guys ; Traxtorm Records)
- 2011 : Dedicated To Your Project (collaboration avec MC Jeff ; Traxtorm Records)
- 2012 : Bassdrum Bitch (collaboration avec Noize Suppressor ; Noize Records)
- 2013 : Agony (dont deux remixes ; Traxtorm Records)
- 2014 : Bassdrum Music (avec AniMe) (Traxtorm Records)
- 2014 : Rewind (Traxtorm Records)
- 2014 : The Future (Traxtorm Records)
- 2014 : Thunder-Like (Traxtorm Records)
- 2015 : A Real Voice (Traxtorm Records)
- 2016 : Dogfight (Dogfight Records)
- 2016 : 911 (avec Evil Activities) (Neophyte Records)
- 2016 : Call of Fury (Traxtorm Records)
- 2016 : Priests (avec Tieum, Traxtorm Records)
- 2017 : Maze of Martyr (avec Dave Revan) (Masters of Hardcore)
- 2017 : Babylon Dead
- 2018 : Laughing Loud (Dogfight Records)
- 2019 : Come Get Some (avec AniMe)
- 2019 : Reset (Dogfight Records)
- 2019 : Dogfighters (Dogfight Records)
- 2019 : The Missing Channel (Dogfight Records)
- 2020 : Atmosphere (Dogfight Records)
- 2021 : What is Hardcore (Dogfight Records)
- 2022 : The Beat (Dogfight Records)
- 2022 : Immortal (Official Masters of Hardcore 2022 Anthem) (avec Evil Activities) (Masters of Hardcore)
- 2022 : The Bones Collection (Dogfight Records)
- 2023 : The Roots (Official Harmony of Hardcore 2023 Anthem) (Masters of Hardcore)